# Американский мастодонт
Американский мастодонт (лат. Mammut americanum) — вымерший вид млекопитающих семейства мастодонтов отряда хоботных.
Он обитал в Северной Америке, от Аляски до Мексики. Отдельные находки известны в странах Центральной Америки, в частности, в Гондурасе. Наиболее многочисленные находки сделаны в восточной части США, в основном в районах Флориды и Великих озёр. Жил в течение всего плейстоцена, вымер примерно 12 тыс. лет назад. Самые многочисленные находки датируются поздним плейстоценом. Причины вымирания мастодонтов находятся в стадии обсуждения. Одной из главных причин могла быть охота людей первобытной культуры Кловис, так как леса из болотного кипариса, ветками которого питалось это животное, сохранились на больших площадях до наших дней.
Обитал в лесных массивах.

## Описание
Представители вида были от 2,4 до 3,0 м в высоту и весили от 5 до 6 тонн. 
Вопреки широко распространённому мнению о том, что мастодонт был покрыт значительным слоем шерсти, как шерстистый мамонт, доказательства этой точки зрения весьма слабы. Учитывая длинный хвост, как у животных, обитающих в тёплом климате, размер, массу тела и среду обитания, более вероятна его интерпретация как почти безволосого животного. Кратко описанные волоски, которые были обнаружены близ Милуоки, штат Висконсин, вместе с фрагментами черепа американского мастодонта, показывают, что он, видимо, обладал шерстью на морде; это может быть связано с тем, что головы хоботных более уязвимы для холода в связи с вероятностью обморожения ушей и хобота.